# Somebody to Love (chanson de Justin Bieber)
Pour les articles homonymes, voir Somebody to Love.
Singles de Justin Bieber
Eenie Meenie
(2010) U Smile
(2010)
Pistes de My World 2.0
Baby Stuck in the Moment
Somebody to Love est une chanson du chanteur canadien Justin Bieber. Second single extrait de l'album de My World 2.0, la chanson a été écrite par Justin Bieber, Heather Bright, The Stereotypes et produit par The Stereotypes.

## Liste des pistes
- Europe Promo CD[1]

1. "Somebody to Love" – 3:40
2. "Somebody to Love" (Remix avec Usher) – 3:43

- Royaume-Uni Téléchargement digital Single[2]

1. "Somebody To Love" – 3:40
2. "Where Are You Now" – 4:27

- Japon CD Single (Version B)[3],[4]

1. Somebody to Love" (Remix avec Usher) – 3:43
2. Never Say Never (avec Jaden Smith) – 3:49
3. Somebody to Love (Remix avec Usher) [Instrumental] – 3:41
4. Somebody to Love (Remix avec Usher) [Video: Making Of]

## Classements et certifications

### Classement par pays
| Classement (2010)                      | Meilleure position |
| -------------------------------------- | ------------------ |
| Allemagne (Media Control AG)           | 16                 |
| Australie (ARIA)                       | 20                 |
| Autriche (Ö3 Austria Top 40)           | 35                 |
| Belgique (Flandre Ultratop 50 Singles) | 43                 |
| Belgique (Wallonie Ultratip 50)        | 15                 |
| Canada (Hot 100)                       | 10                 |
| Europe (Hot 100)                       | 33                 |
| Irlande (IRMA)                         | 33                 |
| Japon (Hot 100)                        | 3                  |
| Nouvelle-Zélande (RMNZ)                | 12                 |
| Suède (Sverigetopplistan)              | 54                 |
| Royaume-Uni (UK Singles Chart)         | 33                 |
| États-Unis (Hot 100)                   | 15                 |
| États-Unis (Pop Airplay)               | 20                 |
| États-Unis (Latin Pop Airplay)         | 36                 |

### Classement de fin d'année
| Classement (2010) | Position |
| ----------------- | -------- |
| Canada Hot 100    | 87       |

### Ventes et certifications
| Pays       | Organisme | Certification(s) |
| ---------- | --------- | ---------------- |
| États-Unis | RIAA      | Platine          |

## Historique de sortie
| Pays             | Date          | Version        | Format                       |
| ---------------- | ------------- | -------------- | ---------------------------- |
| États-Unis       | 20 avril 2010 | Version album  | Mainstream, rhythmic airplay |
| Canada           | 24 mai 2010   | Version album  | Top 40, AC airplay           |
| Royaume-Uni      | 31 mai 2010   | Version album  | CD single                    |
| Nouvelle-Zélande | 25 juin 2010  | Remix official | Téléchargement digital       |
| États-Unis       | 29 juin 2010, | Remix official | Téléchargement digital       |
| États-Unis       | 29 juin 2010, | Remix official | Urban airplay                |
| Japon            | 18 août 2010, | Remix official | CD single                    |